# (16418) Lortzing
(16418) Lortzing – planetoida z pasa głównego asteroid okrążająca Słońce w ciągu 3 lat i 159 dni w średniej odległości 2,28 j.a. Została odkryta 29 września 1987 roku przez Freimuta Börngena. Przed nadaniem nazwy planetoida nosiła oznaczenie tymczasowe (16418) 1987 SD10.